# Вейландт, Ваутер
Ва́утер Ве́йландт (нидерл. Wouter Weylandt; 27 сентября 1984, Гент, Бельгия — 9 мая 2011, Меццанего, Италия) — бельгийский профессиональный шоссейный велогонщик, выступавший за команды Quick Step и Team Leopard-Trek.
Самые значимые победы:
1 место на 17 этапе Вуэльта Испании 2008 и 1 место на 3 этапе Джиро д’Италия 2010.
Погиб во время гонки Джиро д’Италия 2011 — гонщик не справился с управлением и упал в ходе заезда.